# Ochromonadales
Ochromonadales é uma ordem de microalgas heterocontes da classe Synurophyceae.

## Descrição
As células das Ochromonadales são desprovidas de parede celular (células nuas), com periplasto, apresentando uma camada protoplásmica espessada que forma um envelope celular (na realidade uma membrana externa plasmática) que nalguns casos funciona como um invólucro separado dos periplastos. Nos casos em que está presente o invólucro celular, este está estreitamente ligado ao protoplasto.
Na família Coccolithophoridaceae ocorrem escamas de sílica ou corpos calcários existem como depósitos ou menos frequentemente como depósitos. Algumas espécies têm um esqueleto interno de sílica. Outros géneros formam cistosendógenos dentro das suas células.
As Ochromonadales  apresentam cromoplastos de coloração amarelada a acastanhada e um ou dois flagelos do tipo heteroconte.

## Taxonomia e sistemática
A circunscrição taxonómica da ordem Ochromonadales tem vindo a ser progressivamente alterada, não havendo consenso sobre as famílias que integram o grupo. Na sua formulação mais antiga, a família subdividia-se nas seguintes infraordens e famílias:
- Chromulineae
  - Mallomonadaceae
- Isochrysidineae
  - Coccolithophoridaceae
  - Syncryptaceae
  - Synuraceae
- Ochromonadineae
  - Ochromonadaceae

Entretanto a família Synuraceae e parte da famíla Mallomonadaceae passaram a integrar a ordem Synurales. Com essa alteração, que levou à transformação da infraordem Chromulineae na família Chromulinaceae, a ordem passou a ter a seguinte composição:
- Chromulinaceae
- Ochromonadaceae
- Paraphysomonadaceae